# Joachim Westphal
Pour les articles homonymes, voir Westphal.
Joachim Westphal, né en 1510 à Hambourg où il est mort le 16 janvier 1574, est un théologien luthérien allemand.

## Biographie
L’un des plus fougueux polémistes de l’orthodoxie luthérienne du XVIe siècle, Westphal fait ses études à Wittemberg avec Luther et Melanchthon, enseigne et prêche à Rostock et à Hambourg.
Il entre dans des controverses successives avec Melanchthon et ses disciples, défendant avec passion les idées de Flacius, avec Osiander, et surtout avec Pierre Martyr, Lasco et Calvin au sujet de la Cène.
Il se montre particulièrement dur à l’égard des réformés que la persécution de Marie Tudor avait chassés d’Angleterre et qu’il contribue à faire expulser à son tour des principales villes du nord de l’Allemagne.
La liste des nombreux et peu édifiants écrits de controverse de Westphal se trouve dans le Corpus Reformatorum de Bretschneider (VII-IX) et dans la Cimbria literata de Joh. Mollerus, Haun., 1744, III, 648 ss.

## Sources
- Frédéric Lichtenberger, Encyclopédie des sciences religieuses, t. XII, Paris, Fischbacher, p. 1882.